# Никола Станчев
Никола Станчев Николов (бай Кольо) е български борец и първият българин, спечелил олимпийска титла в историята на българския спорт.

## Биография
Роден е на 11 септември 1930 г. в с. Твърдица, Бургаско. Състезател по борба в свободния и класическия стил.
Спортната си кариера започва като на летните олимпийски игри в Мелбърн през 1956 г. става олимпийски шампион по свободна борба в категория до 79 кг. Побеждава Георгий Схиртладзе (СССР). Губи от Кацурамото (Япония). Събира 5 наказателни точки и трябва да побеждава само с туш съперниците си. Печели с туш срещу Щер (Германия) и Линдбланд (Швеция), а на финала отново с туш срещу Ходж (САЩ).
Той е първият олимпийски шампион на България и светът изслушва за пръв път българския химн на олимпийски игри. Златният медал му връчва председателя на БОК генерал-полковник Владимир Стойчев.
Печели сребърен медал от турнира за световната купа в Истанбул (1956). Балкански шампион през в Истанбул (1956). През кариерата си е 11 пъти шампион на България, 8 пъти в свободния стил и 3 пъти в класическия стил.
Въпреки славата и успехите на тепиха, животът на Никола Станчев след прекратяване на спортната кариера не е лек. Работи като треньор. Живее със скромна пенсия от 1990 г. Подпомаган е от известни български борци и треньори.
В бургаски комплекс „Меден рудник“ спортна зала е наименувана „Никола Станчев“. Треньора Райко Петров го нарича „Гагарин на българския спорт“, а колегата и приятеля му Боян Радев „Патриарх на големия български спорт“.
Никола Станчев умира на 13 юли 2009 година.

## Памет
На Никола Станчев е наречена улица в квартал „Малинова долина“ и жилищен комплекс „Малинова долина“ в София (Карта). В най-големия бургаски жилищен комплекс Меден рудник се намира спортната зала „Никола Станчев“, кръстена в чест на прочутия български спортист. Негов паметник в с. Твърдица е открит през 2011 г.